# Château de Bitchū Matsuyama
 (novembre 2022).
Le château de Bitchū Matsuyama (備中松山城, Bitchū Matsuyama-jō) est l'un des douze châteaux japonais authentiques. Situé dans la ville de Takahashi (préfecture d'Okayama), son enceinte s'étend du pied du mont Gagyū à son sommet, qui culmine à 487 m.
Les premières constructions datent de 1240 (époque de Kamakura), mais ce n'est qu'en 1683 qu'il est achevé dans sa forme finale (époque d'Edo). Au cours de son histoire, le château change de nombreuses fois de mains. Le plus long règne est celui des Itakura, qui s'étend sur huit générations jusqu'à l'abolition du systeme féodal.
Les travaux de restauration lancés en 1929 permettent de conserver une section du mur d’enceinte, la tour Nijū et la tour principale (Tenshu). Cette dernière a la particularité de n’avoir que deux étages.
Listé parmi les cent châteaux japonais remarquables, il est désigné bien culturel important du Japon. Il connaît un regain d'intérêt touristique en 2018, lorsqu'un chat a été officiellement intronisé seigneur du château.

## Historique

### De la naissance du château à l'époque d'Edo
En 1240, une première fortification fut construite sur le pic Ōmatsuyama par Akiba Shigenobu (秋庭重信, Akiba Shigenobu), puis Takahashi Muneyasu (高橋宗康, Takahashi Muneyasu) étendit son enceinte jusqu'au pic de Komatsuyama en 1331.
Au fil des générations et des batailles, le château change de mains, gouverné notamment par les familles Ueno (上野, Ueno), les Shō (庄, Shō) et les Mimura (三村, Mimura).
En 1574 se déroula la bataille de Bitchu Heiran, qui opposa les Mimura, dynastie régnante, à l'alliance des Mori et des Ukita. Celle-ci défit les Mimura, et les Mori prirent possession du château.

### Époque d'Edo
Les Mori furent défaits pendant la bataille de Sekigahara, et le shogunat plaça le domaine de Bitchu Matsuyama sous sa direction directe en y dépêchant un magistrat, Kobori Masatsugu (小堀政次, Kobori Masatsugu). C'est a cette période que fut construite l'Onegoya.
Le successeur de Masatsugu, Kobori Masakazu/Enshū, est l'auteur du jardin du Raikyū-ji.
En 1617, Ikeda Nagayoshi devint seigneur du château. Durant son règne sur le domaine de Bitchu Matsuyama, il fit étendre la ville en contrebas du Mont Gagyū et amménager de nombreuses nouvelles rizières. Son fils prit la succession, mais le château lui fut confisqué faute de successeur. En 1641, la direction de l'édifice fut alors temporairement confiée au seigneur du domaine de Bingo-Fukuyama, Mizuno Katsutoshi (水野勝俊, Mizuno Katsutoshi), avant que les Mizunoya prennent la direction du château l'année suivante.
Mizunoya Katsumune (水谷勝宗, Mizunoya Katsumune) conduit de grands travaux rénovation du château qui s'achevèrent en 1683, lui conférant l’architecture que nous connaissons aujourd'hui.

### De Meiji à nos jours
Itakura Katsuyoshi devint maître des environs en 1744 et ses descendants occupèrent le château durant huit generations, jusqu’à la restauration Meiji et l'abolition du système féodal, qui entraîna la destruction partielle puis l’abandon de l’édifice.
Le château tomba peu à peu en ruines, avant que des travaux de restauration lancés en 1929 ne permettent d'en conserver trois parties : une section du mur d’enceinte (土塀, Dobei), la tour Nijū (二重櫓, Nijū yagura) et la tour principale. Leur caractère historique leur a valu la désignation de bien culturel important du Japon.

## Architecture et site
L'enceinte du château couvre le Mont Gagyū, lequel se compose de quatre pics : Komatsuyama, Ōmatsuyama, Tenjin no maru et Maeyama. Le premier accueille l'enceinte principale (本丸, honmaru) où siège la tour principale, l'enceinte secondaire (二の丸, ni-no-maru) et l'enceinte tertiaire (三の丸, san-no-maru), qui se succèdent en strates.
Depuis le pied de Komatsuyama, la randonnée jusqu'au château prend environ une heure, pour une distance de 1 500 m. Si les transports permettent aujourd'hui de se rendre jusqu'au col de Fuigo (ふいご峠, Fuigo Tōge), les visiteurs doivent encore marcher pendant vingt minutes pour atteindre l'édifice.
La tour principale a la particularité de n’avoir que deux étages, taille relativement modeste pour un château japonais.
À cause de la surface limitée au sommet, les murs d’enceinte sont bâtis à flanc et se confondent parfois avec le roc naturel.
Difficile d'accès, la tour principale ne constituait pas le véritable lieu d'exercice du pouvoir mais remplissait plutôt une fonction symbolique. Durant l'époque d'Edo, une résidence appelée Onegoya (御根小屋, Onegoya) fut construite au pied de Komatsuyama pour accueillir le seigneur et ses valets. Elle devint le lieu de gestion des affaires administratives du domaine. En lieu et place de cette résidence se tient aujourd'hui le Lycée Départemental de Takahashi.

## Tourisme
Aujourd'hui un site touristique, il est listé parmi les cent châteaux japonais remarquables (Nihon Hyaku-Meijō (日本百名城)), et désigné bien culturel important du Japon.
Il est l'un des douze derniers châteaux japonais authentiques (il ne s'agit pas d'une reconstitution), et le seul parmi eux à être construit en montagne.
Il connaît un regain d'interêt depuis 2018 et l'arrivée de Sanjuro, un chat devenu officiellement seigneur du château en décembre de la même année.

### Sanjuro
En juillet 2018, le chat Sanjuro fuit sa maison lors des inondations qui frappent l'Ouest du Japon. Il est découvert quelques jours plus tard dans l'enceinte du chateau et recueilli par le personnel de l'Office du Tourisme. Celui-ci se met à la recherche du propriétaire du félin, qui se manifeste à la mi-octobre. Voyant que Sanjuro s'est habitué à la vie dans l'enceinte du chateau, il décide de le céder à l'Office du Tourisme. Surnommé "le chat seigneur" (猫城主, neko-joshu) par les visiteurs et les locaux, le chat est officiellement intronisé seigneur du château en décembre de la même année. Bénéficiant d'une forte couverture médiatique, il contribue à redynamiser le tourisme, en berne depuis le sinistre du mois de juillet.

## Galerie

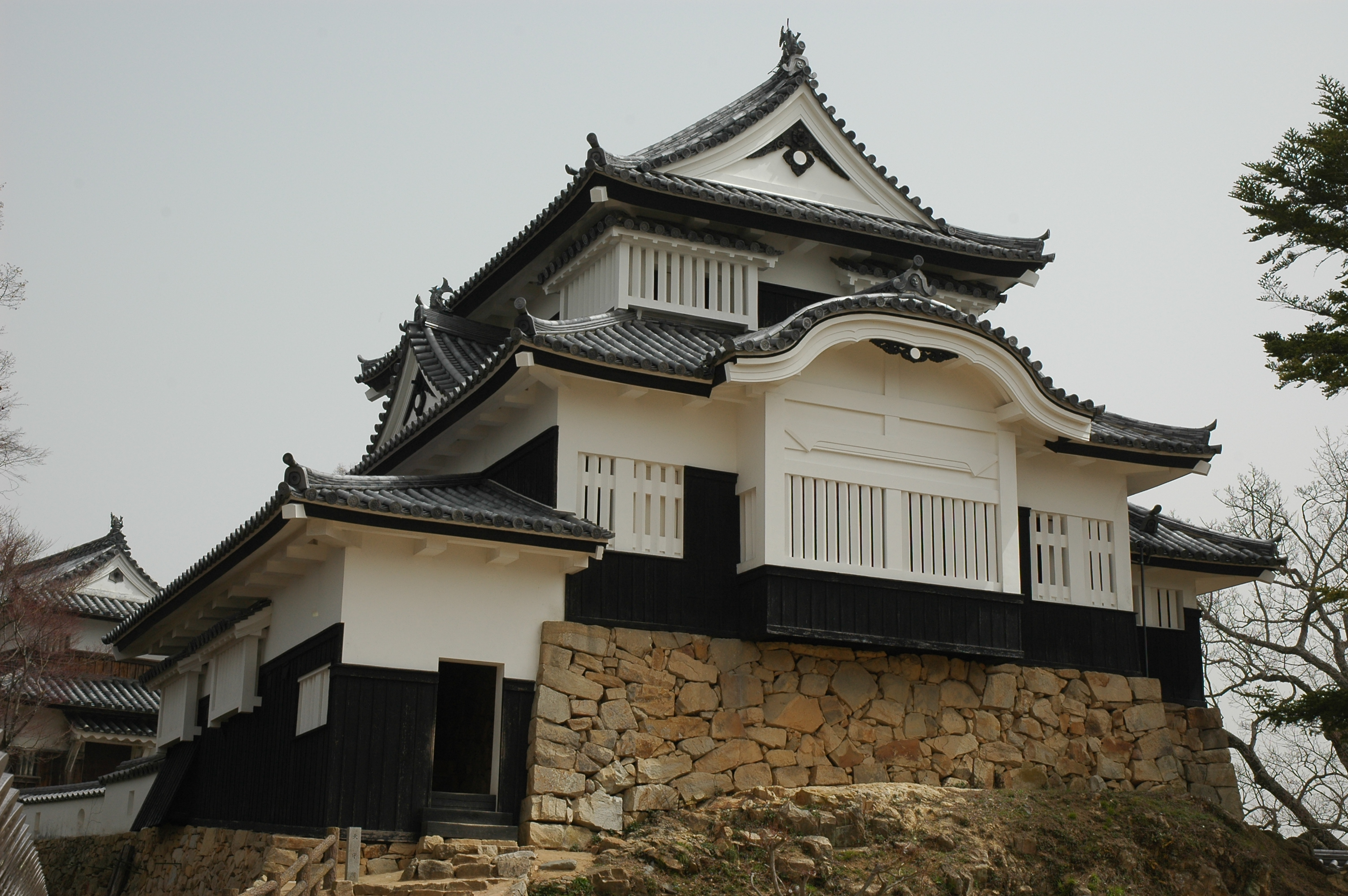
Donjon.
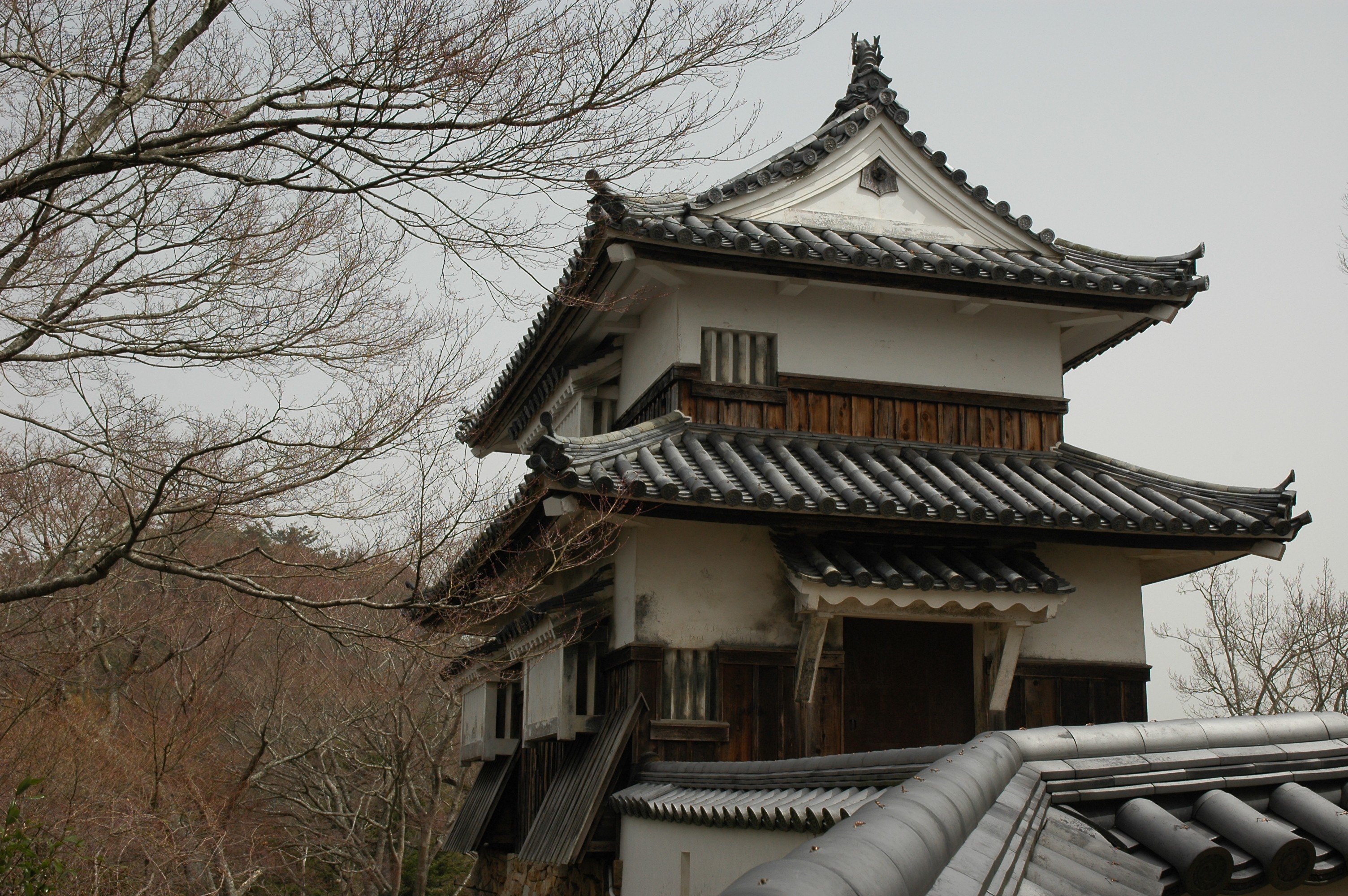
La tour Nijū (Nijū yagura).
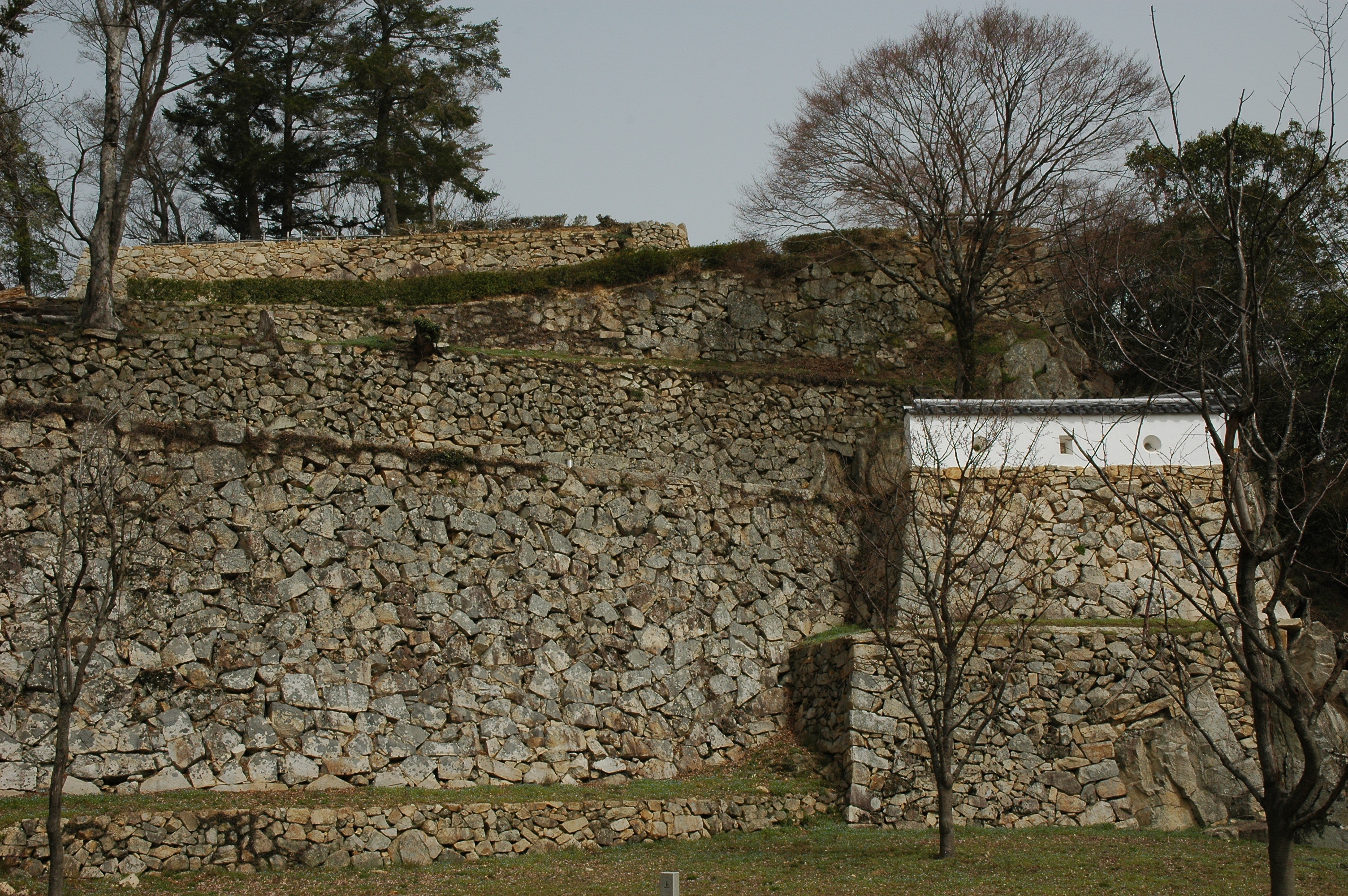
Murailles en pierre, à flanc de montagne.
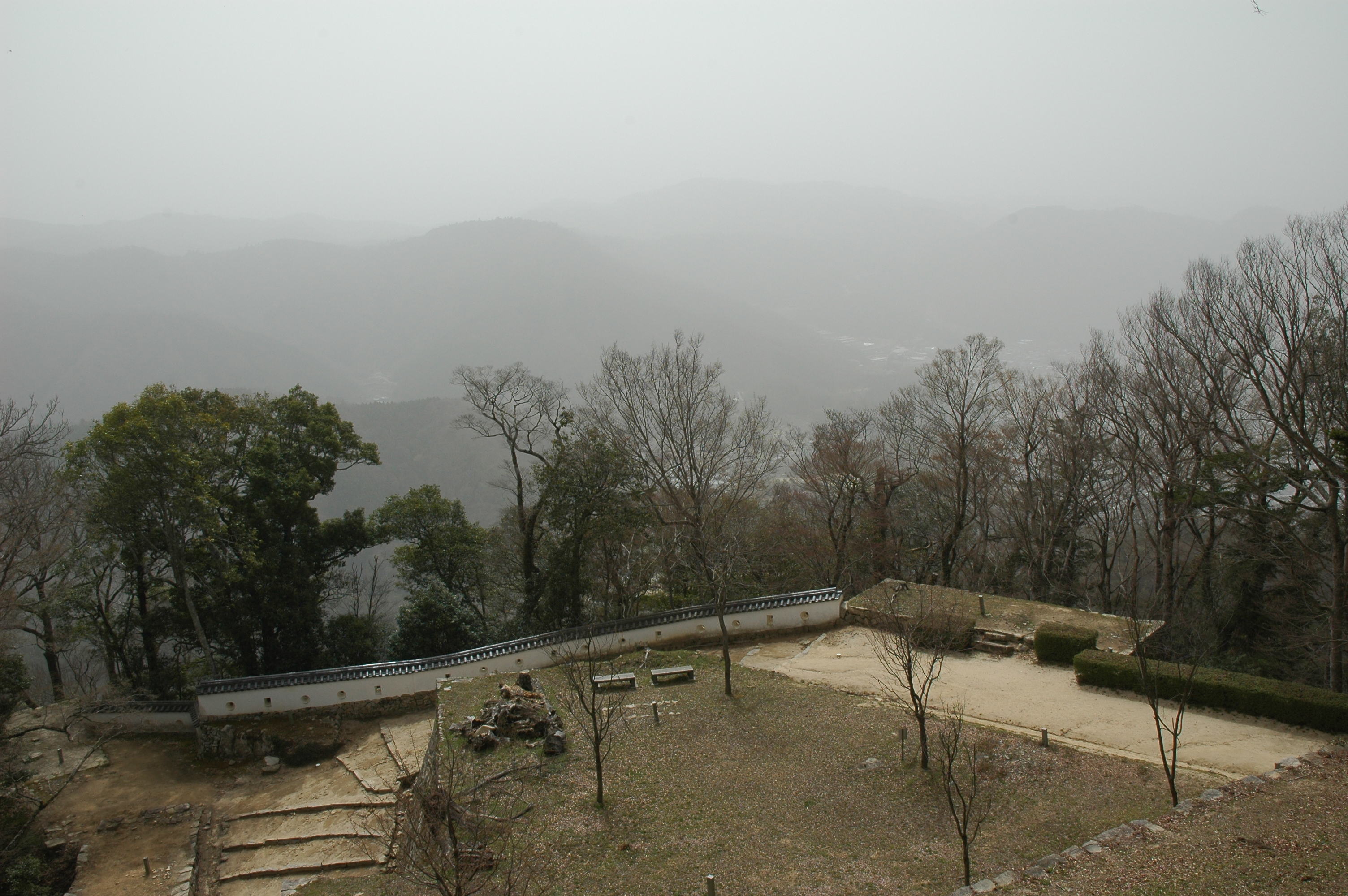
Section de la muraille originale et environs.